# 竹山 (大字)
竹山，原稱為林杞埔，是台灣南投縣竹山鎮的一個傳統地域名稱，也是全鎮核心聚落發源地，位於該鎮中北部。相較於今日行政區，其範圍大致包括竹山里不含西北端、中正里、中山里東北部、雲林里東南端。

## 歷史
台灣清治末期至日治初期，竹山地區為一街庄，稱為「林杞埔街」，隸屬於沙連堡。該街東北與埔心仔庄為鄰，東及東南與豬頭棕庄為鄰，南邊一小段與大坑庄為界，西邊及西北邊為竹圍仔庄。18世紀末描繪林爽文事件的平定臺灣戰圖中，林杞埔多為森林。但到19世紀初時，林杞埔變為產竹之地，當地居民透過清水溪與濁水溪將竹子流至下游販售。
林杞埔為丘陵地不利稻米種植，但有利竹子生長。又因19世紀時鹿港港口淤積讓養蚵的竹枝、接駁的竹筏需求興起，在鹿港上游的林杞埔便興起了以竹子為核心的商業貿易。
1901年（日治明治三十四年）11月，全台廢縣廳改設二十廳，該街隸屬於斗六廳。1903年（明治三十六年）6月，該街編入「林圮埔區」，隸屬於南投廳。1909年（明治四十二年）10月，合併二十廳為十二廳，林圮埔區改隸屬於南投廳。1920年（大正九年），全台地方制度大改正，廢十二廳改設五州二廳，該街改制並改名為「竹山」大字，隸屬於臺中州竹山郡竹山庄。1931年，竹山庄升格為竹山街。
20世紀時，林杞埔為全台灣竹子產量第一之地，故日治政府將林杞埔改名為「竹山」。
戰後竹山街改制為竹山鎮，隸屬於臺中縣，大字亦改制為里。1950年10月，中、彰、投分治，竹山鎮改隸屬南投縣。

## 聚落
本地區發展較早的聚落為林杞埔街，在日治期初期的官方地圖上已有記載。

## 交通
國道3號又稱「福爾摩沙高速公路」，是貫穿台灣西部的兩條縱向高速公路之一，大致以東南東—西北西走向轉東北東—西南西走向經過竹山地區北部邊界外不遠處。北上最近的交流道是竹山交流道，有連絡道與省道台3線相接；南下最近的是鄉道投47線交會處的南雲交流道。由此等可快速前往台灣南北各地。
省道台3線（大明路）俗稱「內山公路」，是臺北至屏東的幹道，大致以東北東—西南西走向經過本地區北部。由該道路向東北東轉北北東經國道3號竹山交流道連絡道路口後轉西北微北再轉北可前往名間、南投、草屯、霧峰等地；向西南西繞大彎轉西南再轉西北西可前往林內、斗六、古坑、梅山等地。
鄉道投45線（下坪路）是下坪至竹山的道路，其南側端點位於本地區東北部邊界外緣的省道台3線路口。由此向西北遠離邊界後繞大彎轉北北西可前往竹圍子與埔心子交界地帶、埔心子西端、竹圍子地區北部東側並止於濁水溪南岸堤防道路路口。
鄉道投47-3線（枋坪巷）是冷水坑至竹山市區的道路，其南側端點位於本地區西北部邊界省道台3線路口。由此向北微西離境後轉西北蜿蜒而行，可前往竹圍子北部、下崁北部並止於鄉道投47線路口。

## 學校
- 竹山國中（北半部）

## 文化資產
- 竹山連興宮（縣定古蹟）
- 臺中菸葉場竹山輔導站（歷史建築）